# 40198 Azarkhalatbari
40198 Azarkhalatbari è un asteroide della fascia principale. Scoperto nel 1998, presenta un'orbita caratterizzata da un semiasse maggiore pari a 3,1956293 au e da un'eccentricità di 0,1855791, inclinata di 1,37666° rispetto all'eclittica.